# 雷諾冰川
67°43′S 65°35′W / 67.717°S 65.583°W
雷諾冰川（英語：Renaud Glacier），是南極洲的冰川，位於葛拉漢地的鮑曼海岸，最終在劉易斯冰川和喬伊斯角之間注入塞利格曼灣，現時由南極條約體系管理。